# Hemihyalea diminuta
Hemihyalea diminuta är en fjärilsart som beskrevs av Walker 1855. Hemihyalea diminuta ingår i släktet Hemihyalea och familjen björnspinnare. Inga underarter finns listade i Catalogue of Life.